# U–844
Az U–844 tengeralattjárót a német haditengerészet rendelte a brémai AG Wessertől 1941. január 20-án. A hajót 1943. április 7-én vették hadrendbe. Egy harci küldetése volt, amelynek során nem süllyesztett el hajót.

## Pályafutása
Az U–844 egyetlen járőrútjára 1943. október 6-án futott ki Bergenből, kapitánya Günther Möller volt. A tengeralattjáró október 16-án az ONS–20-as konvojt kísérte, amikor a Brit Királyi Légierő egyik B–24 Liberatora megtámadta. A németek a légvédelmi fegyverrel eltalálták a gép baloldali motorjait. A gép nem tudta ledobni mélységi bombáit. Ezután egy másik Liberator jelent meg, és mélységi bombákat dobott a búvárhajóra. Ezt a gépet is eltalálták, így kénytelen volt Izland felé visszafordulni. Az első bombázó ismét visszatért, de  támadása most sem sikerült. A súlyosan sérült repülő a konvoj közelébe jutott, ahol leszállt a vízre. Az öt túlélőt a HMS Pink vette fedélzetére. A folytatódó légitámadások során az U–844 végzetes találatot kapott, és 53 fős legénységével együtt elpusztult.

## Kapitány
| Név            | Kezdőnap         | Zárónap           |
| -------------- | ---------------- | ----------------- |
| Günther Möller | 1943. április 7. | 1943. október 16. |

## Őrjárat
| Indulás | Indulónap        | Érkezés | Zárónap           |
| ------- | ---------------- | ------- | ----------------- |
| Bergen  | 1943. október 6. | *       | 1943. október 16. |

* A tengeralattjáró nem érte el úti célját, elsüllyesztették